# Palmar Yatay
El Palmar Yatay es un área natural protegida ubicada en los departamentos Colón y San Salvador de la provincia de Entre Ríos, Argentina. Fue designada el 5 de junio de 2011 sitio Ramsar n.º 1969, el vigésimo en Argentina. Contiene humedales de varios tipos, como selvas en galería, bajos inundables y lagunas temporarias.
Tiene una superficie de 21 450 ha. El parque nacional El Palmar y la reserva privada de Vida Silvestre La Aurora del Palmar se encuentran dentro del sitio. Por encontrarse en el límite entre las ecorregiones de la pampa y el espinal tiene las características de ambas zonas: de la primera, pastizales halófilos, pajonales diversos y pastizales asociados a árboles como el ñandubay; y de la segunda, 
bosques bajos de especies leñosas xerófilas, sabanas y pastizales.

## Valor natural
Flora
La palmera yatay se encuentra principalmente en el parque nacional; hay especies endémicas de Argentina como Croton uruguayensis, Nassella neesiana, Justicia tweediana, Senecio saltensis, Paronychia setigera, Evolvulus sericeus, Solanum pygmaeum, Aloysia gratissima, Phoradendron burkartii. 
En el bosque xerófito predomina el ñandubay; otras especies típicas son el tala, el molle, y varias cactáceas, enredaderas y plantas epifitas. En los bosques en galería son característicos el sarandí, el ceibo y el  sauce.
Fauna
-Aves: halcón peregrino, cacholote castaño, ñandú, urraca de cresta alborotada, chorlito de collar, y colonias de rayadores y gaviotines (pico tijera, Sterna superciliaris y Phaetusa simplex).
-Mamíferos: zorro de monte, carpincho, vizcacha, guazú virá o guazuncho, mapache austral, gato montés sudamericano, puma jaguarundí y zorros cangrejero y de las pampas.
-Peces:  dorado, sábalo, boga, surubí, patí, tararira.
-Reptiles: lagarto overo, tortuga pintada.

## Valor histórico y cultural
El nombre «Palmar Yatay» tiene su origen en dos colonias judías (Palmar y Yatay) que se asentaron en el área en el siglo XVIII.
El pueblo de Arroyo Barú se encuentra dentro del área del humedal; es un pueblo fundado en el siglo XVIII, con características coloniales. 
Las ruinas de la «Calera de Barquín» es un sitio histórico, arqueológico y religioso que se encuentra dentro del Parque Nacional El Palmar; el lugar fue habitado por aborígenes de diferentes etnias.

## Amenazas
- Avance de especies invasoras exóticas sobre la flora y la fauna autóctona.
- Avance de la actividad agropecuaria y forestal.